# Кућа Ивка Милошевића
Кућа Ивка Милошевића, названа по садашњем власнику, налази се у Бајиној Башти, подигнута је у задњој четвртини 19. века и представља непокретно културно добро као споменик културе. Кућа је подигнута за механу (кафану), коју је према сачуваним оригиналним документима, држао трговац Јевто Јелисавчић, тако да је зграда позната као и Јелисавчића кафана.

## Положај и изглед куће
Зграда је подигнута у оквиру некадашње старе чаршије, на некадашњем ужичком путу, као најстаријој и основној саобраћајници око које се развијало насеље. Постављена је на веома нагнутом терену, тако да се под половином куће налази подрум, у који се улази са дворишне (северне) стране, док са уличне одаје утисак приземне грађевине.
Улична фасада је подељена на пет неједнаких поља, одвојени плитким пиластрима у која су смештени отвори - три прозора и двоја врата. Прозори су двокрилни, двоструки, лучно завршени, где се спољна крила отварају упоље. Двокрилна врата, делимично застакљена, уводилла су у повећу просторију, некадашњу кафану, док мања једнокрилна у мању просторију, која је некад служила као дућан или као мала сала. Улична фасада, по својим елементима (декоративна пластика, распоред и облици отвора, обрада столарије и др.) одаје несумњиво утицаје грађанске архитектуре из друге половине 19. века.
Дворишна страна грађевине, са карактеристичним елементима народног градитељства, потпуно је симетрична. У доњој зони има масивна двокрилна подрумска врата и два мала прозора са решеткама. Надвратак и натпрозорници су лучно изведени од опеке, у зиду од ломљеног, притесаног камена који је раније био малтерисан као и сокл. Спратни, дворишни део куће има шест једнаких правилно распоређених прозора.
Са бочне стране постоји степениште са тремом са којег се улазило у ходник паралелан са улицом, а из њега у четири собе намењене за смештај гостију. Међуспратне конструкције су изграђене у дрвету као и четвороводни кров, покривен бибер црепом.
Велику вредност грађевине представља квалитетан одабир материјала и квалитетна градња, као и брига власника да сачувају првобитан изглед, тако да је Одлука о проглашавању куће Ивка Милошевића за културно добро-споменик културе донета решењем број 06-111/88 од 30. децембра 1988. године.